# Malcolm Gets
Malcolm Gets (Waukegan, 28 dicembre 1968) è un attore statunitense.

## Biografia
Dopo la laurea all'Università della Florida e Yale, Gets ha fatto il suo debutto nell'Off Broadway nel 1994 nel musical Merrily We Roll Along, per cui ha vinto l'Obie Award. Ha recitato nell'Off Broadway anche nei musical Hello Again (1994), A New Brain (1998) e Allegro (2014) e a Broadway in Amour nel 2003; per la sua performance è stato candidato al Tony Award al miglior attore protagonista in un musical. Ha recitato anche in diverse serie televisive (The Good Wife, Blue Bloods) e film (Adam & Steve, Sex and the City).
Gets è dichiaratamente gay.

## Filmografia

### Cinema
- Mrs. Parker e il circolo vizioso (Mrs. Parker and the Vicious Circle), regia di Alan Rudolph (1994)
- Tredici variazioni sul tema (Thirteen Conversations About One Thing), regia di Jill Sprecher (2001)
- Adam & Steve, regia di Craig Chester (2005)
- Sex and the City, regia di Michael Patrick King (2008)

### Televisione
- American Playhouse - serie TV, 1 episodio (1984)
- Law & Order - I due volti della giustizia (Law & Order) - serie TV, 1 episodio (1993)
- Così gira il mondo (As the World Turns) - serie TV, 1 episodio (1994)
- Caroline in the City - serie TV, 97 episodi (1995-1997)
- Grey Gardens - Dive per sempre (Grey Gardens) - film TV (2009)
- The Good Wife - serie TV, episodio 4x09 (2012)
- Blue Bloods - serie TV, episodio 3x08 (2012)
- Elementary - serie TV, 1 episodio (2016)
- Confirmation - Una donna per la verità (Confirmation) - film TV (2016)
- Suits - serie TV, 4 episodi (2016)
- Godless - serie TV, 1 episodio (2017)
- Tales of the City - serie TV, 1 episodio (2019)

## Doppiatori italiani
- Massimo Rinaldi in Law & Order
- Luciano Marchitiello in Caroline in the City
- Alberto Bognanni in Blue Bloods
- Antonio Sanna in Suits